# ʿAbdallāh ibn Salām
ʿAbdallāh ibn Salām (arabisch عبد الله بن سلام, DMG ʿAbdallāh ibn Salām), gest. 43 A.H./663–664 n. Chr., war ein Jude in Medina, der sich dem Propheten Mohammed anschloss. Den Namen Abdullah (Diener Gottes) erhielt er gemäß der Überlieferung vom Propheten anlässlich seiner Konversion zum Islam. Der genaue Zeitpunkt dieses Ereignisses ist umstritten: während in Überlieferungen, die auf seine Nachkommen zurückgeführt werden, betont wird, dass er schon vor der Hidschra in Mina konvertiert sei, erfolgte sie anderen Überlieferungen zufolge erst kurz nach der Hidschra. Ein dritter Bericht datiert seine Konversion auf das Jahr 8 A.H. (629/630 n. Chr.). Allgemein wird Abdallāh ibn Salām dem jüdischen Stamm der Qainuqa zugerechnet, nach einer Quelle, die der medinische Lokalhistoriker Samhūdī zitiert, gehörte er jedoch dem sonst unbekannten Stamm der Zayd Allāt an.
Der Tafsīr al-Dschalālain identifiziert den „Zeugen der Kinder Israels“ in der Sure 46:10 mit Abd Allāh ibn Salām. Er ist in der islamischen Tradition zu einem Repräsentanten der jüdischen Schriftgelehrten Yathribs geworden, die die Erwähnung seiner Prophetie in der Bibel bejahend Mohammeds Botschaft akzeptiert haben und ihn vor den Intrigen ihrer früheren Glaubensbrüder geschützt haben.

## Belege
1. ↑  Vgl. Lecker 65f.
2. ↑  Tafsir al-Jalalayn (arab./engl.)

| Personendaten    | Personendaten                                   |
| ---------------- | ----------------------------------------------- |
| NAME             | ʿAbdallāh ibn Salām                             |
| ALTERNATIVNAMEN  | Abdullah (Konvertitenname); Abd Allah ibn Salām |
| KURZBESCHREIBUNG | jüdischer Anhänger Mohammeds                    |
| GEBURTSDATUM     | 6. Jahrhundert oder 7. Jahrhundert              |
| STERBEDATUM      | 663 oder 664                                    |